# Louis Aubert (compositore)
Louis François Marie Aubert (Paramé, 19 febbraio 1877 – Parigi, 9 gennaio 1968) è stato un musicista, compositore e critico musicale francese il quale svolse attività concertistica (pianista), ma è ricordato soprattutto come autore di composizioni strumentali e vocali.

## Biografia
Louis Aubert fu un bambino prodigio. I suoi genitori, riconoscendo il talento musicale del figlio, lo mandarono in età precoce a Parigi perché gli fosse impartita una valida formazione musicale. Il piccolo Louis fu apprezzato innanzitutto per le doti vocali manifestate nell'interpretazione del Pie Jesu nel Requiem di Fauré rappresentato nella Chiesa della Madeleine. Il giovane Aubert incontrò Fauré al Conservatorio di Parigi e frequentò regolarmente il corso di composizione tenuto da Fauré, che influenzò notevolmente la sua attività.
Aubert divenne un eccellente pianista, e in effetti Maurice Ravel gli dedicò i suoi Valses nobles et sentimentales. Fu anche insegnante di pianoforte e composizione, sia privatamente che presso Conservatorio di Parigi dove ebbe la cattedra di Composizione. Contò tra i suoi studenti  Henry Barraud, Jean-Marie Beaudet, Jean Berger e Georges Savaria.
Aubert compose musica sacra, balletti, mélodie e musiche di scena per il teatro. Sebbene fosse nato in Bretagna in un periodo in cui il nazionalismo bretone era intenso, fu poco ispirato dalla musica tradizionale della regione d'origine; scrisse anche canzoni, in particolare per Marie Dubas. Fu infine critico musicale per le riviste Chantecler, Paris-Soir, Le journal e Opéra. Il suo lavoro più noto fu La fôret bleu, un'opera lirica ispirata alle fiabe di Perrault composta su libretto di J. Chenevière fra il 1904 e il 1911 e rappresentata per la prima volta a Ginevra il 7 gennaio 1913.
La sua salma riposa nel cimitero parigino di Vaugirard.

## Opera

### Composizioni musicali per orchestra
- Habanera
- Offrandes
- Le tombeau de Chateaubriand

### Composizioni musicali per il teatro
- La forêt bleue
- La nuit ensorcelée
- Cinéma
- La belle Hélène

### Scritti critici
- L'Orchestre, Paris: PUF, 1951.
- Notice sur la vie et les travaux de Gustave Charpentier, Paris: Firmin-Didot, 1956.